# Vanové

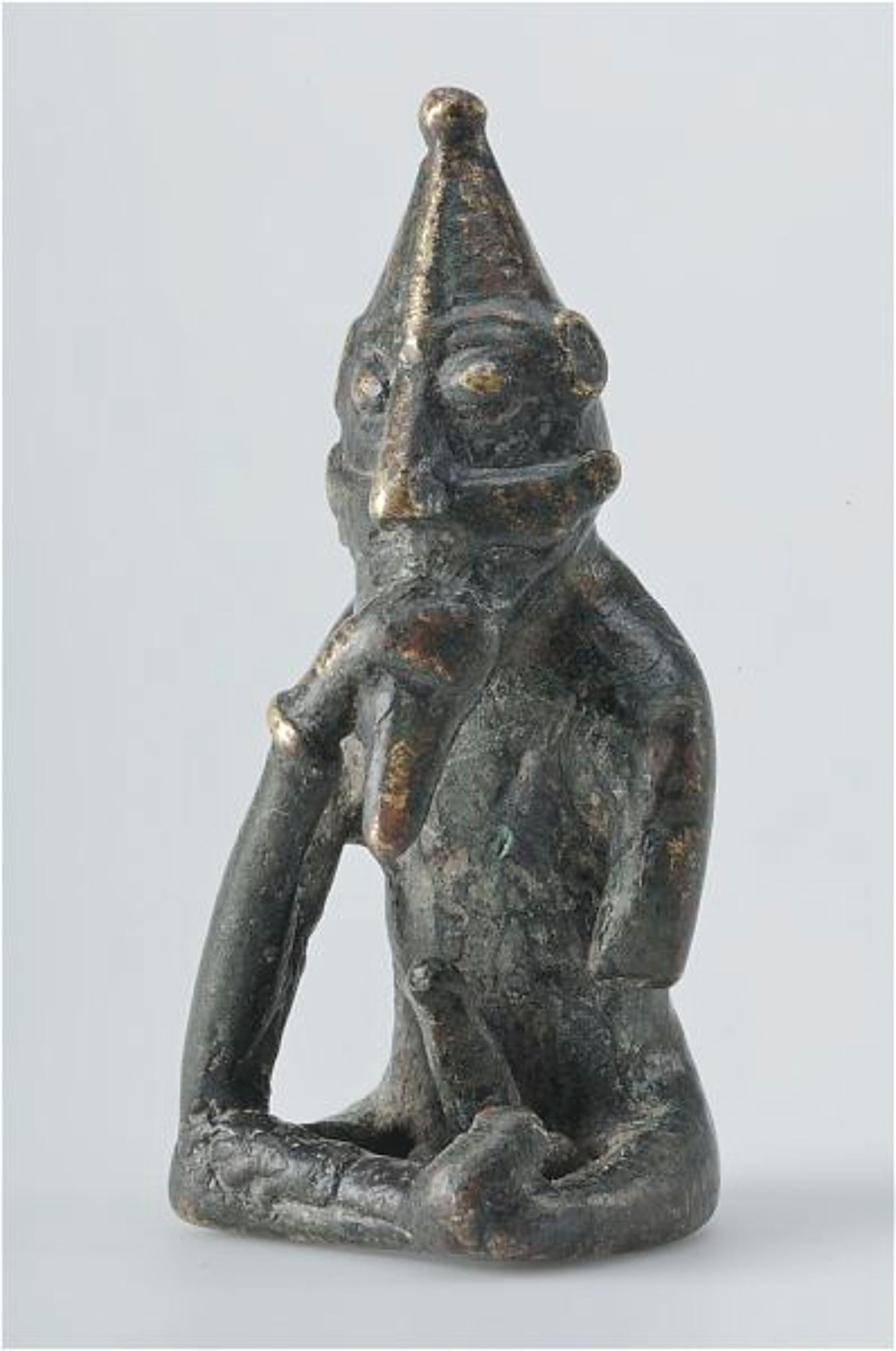
Figurka se ztopořeným falem, o které se soudí, že představuje boha Freye, oblast Rällinge, vikinské období

Vanové (staroseversky Vanir) jsou na rozdíl od Ásů méně známá polovina spojeného severského pantheonu. Zatímco Ásové jsou zaměření spíše na válčení, Vanové mají ve své působnosti otázky plodnosti a prosperity. Praktikovali seid, což byla rituální magie. Mezi nejvýznamnější představitele Vanů patří Njörd, Frey a Freya. Jejich domovem je Vanaheim. Vánové jsou blízce asociováni s Álfy (elfy).

## Vánští bohové
- Njördr (bůh mořeplavectví, otec Freye a Freyi)
- Nerthus (starogermánská bohyně země, o níž píše Tacitus[3] a které se obětovávali lidé, k severským bohům je řazena hypoteticky, protože jakákoli zmínka o partnerce-sestře Njörda, matce Freye a Freyi, v severských pramenech chybí)
- Freyr (bůh plodnosti, uctívaný dříve jako hlavní bůh v chrámu Uppsale)[4]
- Freya (bohyně plodnosti a magie, asociovaná s kočkami a sexualitou)
- Aegir (bůh oceánu a moří; někdy bývá řazen mezi jotuny – obry; v jeho síni se odehrává děj básně Lokasenna[5]